# Lacipa quinquepunctata
Lacipa quinquepunctata är en fjärilsart som beskrevs av William Lucas Distant 1898. Lacipa quinquepunctata ingår i släktet Lacipa och familjen tofsspinnare. Inga underarter finns listade i Catalogue of Life.